# 頭魮
頭魮（学名：Barbus carens）為輻鰭魚綱鯉形目鯉科魮屬的其中一個種。該物種分布於非洲剛果共和國、剛果民主共和國和安哥拉，體長可達3.2公分。

## 扩展阅读
維基物種上的相關：頭魮